# Mallory Point
Der Mallory Point ist eine steile und felsige Landspitze an der Knox-Küste des ostantarktischen Wilkeslands. Sie liegt nördlich der Blunt Cove und entspringt einem Eiskliff am Westufer der Vincennes Bay.
Luftaufnahmen der US-amerikanischen Operation Highjump (1946–1947) dienten der ersten Kartierung dieser Landspitze. Das Advisory Committee on Antarctic Names benannte sie 1955 nach Charles William Mallory (1925–2002) von der United States Navy, der während der Operation Windmill (1947–1948) die Landungsmannschaften bei der Errichtung astronomischer Beobachtungsstationen von der Kaiser-Wilhelm-II.-Küste bis zur Budd-Küste unterstützte.